# Вережень (Окницький район)
Вережень (рум. Verejeni) — село в Молдові в Окницькому районі, розташоване на лівому березі річки Дністер. Входить до складу комуни, центром якої є село Лєнкауць.
На південний захід від села на вершині пагорба виявлені два кургани. Насип, висотою близько 0,5 м розташований поблизу південно-східної окраїни лісового масиву, в урочищі Вережень. Другий насип такої ж висоти знаходиться на відстані близько 1,5 км на схід від першого по гребеню пагорба. Цей насип розрівнений земляними роботами.